# Atletica leggera ai Giochi della XXIV Olimpiade - Lancio del martello

Video della Finale (il lancio di Litvinov a 84,76 m)

Video della Finale (il lancio di Litvinov a 84,80 m)

Il lancio del martello ha fatto parte del programma maschile di atletica leggera ai Giochi della XXIV Olimpiade. La competizione si è svolta nei giorni 25-26 settembre 1988 allo Stadio olimpico di Seul.

## Presenze ed assenze dei campioni in carica
| Competizione        | Atleta          | Prestazione | Seul 1988 |
| ------------------- | --------------- | ----------- | --------- |
| Olimpiadi 1984      | Juha Tiainen    | 78,08 m     | Presente  |
| Commonwealth 1986   | Dave Smith      | 74,06 m     | Presente  |
| Goodwill Games 1986 | Jurij Sedych    | 84,72 m     | Presente  |
| Europei 1986        | Jurij Sedych    | 86,74 m     | Presente  |
| Mondiali 1987       | Sergej Litvinov | 83,06 m     | Presente  |

1. ↑  Sotto la bandiera della Gran Bretagna.

## La gara
Il martello olimpico è una gara tra sovietici. Bisogna solo stabilire l'ordine d'arrivo. Ci pensa Sergej Litvinov a fugare ogni dubbio lanciando la palla di ferro a 84,80 metri al primo turno. È il nuovo record olimpico.
La prova di forza annichilisce anche un campione scafato come Sedych, che con due lanci oltre 83,50 metri si accontenta del secondo posto.

## Risultati

### Turno eliminatorio
Qualificazione77,00 m
Otto atleti ottengono la misura richiesta. Ad essi vanno aggiunti i 4 migliori lanci, fino a 76,24 m.
Il campione olimpico Juha Tiainen si ferma a 73,74, troppo poco per poter difendere il titolo il finale.

### Gruppo A
| Pos | Atleta           | Paese            | 1° lancio | 2° lancio | 3° lancio | Misura | Note |
| --- | ---------------- | ---------------- | --------- | --------- | --------- | ------ | ---- |
| 1   | Jüri Tamm        | Unione Sovietica | 79,68     | -         | -         | 79,68  | Q    |
| 2   | Jurij Sedych     | Unione Sovietica | 78,48     | -         | -         | 78,48  | Q    |
| 3   | Ralf Haber       | Germania Est     | 75,64     | 78,16     | -         | 78,16  | Q    |
| 4   | Günther Rodehau  | Germania Est     | x         | 78,12     | -         | 78,12  | Q    |
| 5   | Harri Huhtala    | Finlandia        | 75,98     | 77,34     | -         | 77,34  | Q    |
| 6   | Tibor Gécsek     | Ungheria         | x         | 77,12     | -         | 77,12  | Q    |
| 7   | Imre Szitás      | Ungheria         | 74,98     | 76,24     | 73,82     | 76,24  | q    |
| 8   | Juha Tiainen     | Finlandia        | 72,44     | 73,74     | x         | 73,74  |      |
| 9   | Viktor Apostolov | Bulgaria         | x         | x         | 71,10     | 71,10  |      |
| 10  | Dave Smith       | Regno Unito      | x         | x         | 69,12     | 69,12  |      |
| 11  | Hakim Toumi      | Algeria          | 65,78     | 65,72     | x         | 65,78  |      |
| 12  | Matthew Mileham  | Regno Unito      | 59,94     | 62,42     | x         | 62,42  |      |
| 13  | Lee Joo-Hyong    | Corea del Sud    | x         | x         | 55,98     | 55,98  |      |
| -   | Kjell Bystedt    | Svezia           | x         | x         | x         | NM     |      |

### Gruppo B
| Pos | Atleta            | Paese            | 1° lancio | 2° lancio | 3° lancio | Misura | Note |
| --- | ----------------- | ---------------- | --------- | --------- | --------- | ------ | ---- |
| 1   | Sergej Litvinov   | Unione Sovietica | 81,24     | -         | -         | 81,24  | Q    |
| 2   | Heinz Weis        | Germania Ovest   | 76,40     | 76,70     | 77,24     | 77,24  | Q    |
| 3   | Ivan Tanev        | Bulgaria         | 76,84     | x         | x         | 76,84  | q    |
| 4   | Johann Lindner    | Austria          | 76,60     | 74,54     | x         | 76,60  | q    |
| 5   | Tore Gustafsson   | Svezia           | 72,90     | 73,14     | 76,44     | 76,44  | q    |
| 6   | Christoph Sahner  | Germania Ovest   | 75,84     | 72,42     | 72,46     | 75,84  |      |
| 7   | Plamen Minev      | Bulgaria         | 74,46     | 70,22     | x         | 74,46  |      |
| 8   | József Vida       | Ungheria         | 70,60     | 74,30     | 72,50     | 74,30  |      |
| 9   | Lance Deal        | Stati Uniti      | x         | 71,72     | 73,76     | 73,76  |      |
| 10  | Kenneth Flax      | Stati Uniti      | x         | 72,70     | 72,24     | 72,70  |      |
| 11  | Jud Logan         | Stati Uniti      | 69,46     | 72,46     | 72,64     | 72,64  |      |
| 12  | Lucio Serrani     | Italia           | 70,50     | x         | 70,00     | 70,50  |      |
| 13  | Mick Jones        | Regno Unito      | 70,38     | x         | 68,94     | 70,38  |      |
| 14  | Connor McCullagh  | Irlanda          | x         | x         | 68,66     | 68,66  |      |
| 15  | Andrés Charadia   | Argentina        | 66,86     | 66,02     | 68,26     | 68,26  |      |
| 16  | Waleed Al-Bekheet | Kuwait           | 62,68     | 60,14     | 63,86     | 63,86  |      |

## Finale
| Pos | Atleta          | Paese            | 1° lancio | 2° lancio | 3° lancio | 4° lancio | 5° lancio | 6° lancio | Misura  |
| --- | --------------- | ---------------- | --------- | --------- | --------- | --------- | --------- | --------- | ------- |
|     | Sergej Litvinov | Unione Sovietica | 84,76 m   | 83,82 m   | 83,86 m   | 83,98 m   | 84,80 m   | 83,80 m   | 84,80 m |
|     | Jurij Sedych    | Unione Sovietica | 80,96 m   | 83,62 m   | 83,44 m   | 83,44 m   | x         | 83,76 m   | 83,76 m |
|     | Jüri Tamm       | Unione Sovietica | 80,94 m   | 81,16 m   | x         | x         | x         | x         | 81,16 m |
| 4   | Ralf Haber      | Germania Est     | 78,92 m   | 78,72 m   | 79,18 m   | x         | 78,88 m   | 80,44 m   | 80,44 m |
| 5   | Heinz Weis      | Germania Ovest   | 78,50 m   | 76,80 m   | x         | 77,70 m   | 78,98 m   | 79,16 m   | 79,16 m |
| 6   | Tibor Gécsek    | Ungheria         | 78,18 m   | 76,52 m   | 74,36 m   | 77,82 m   | x         | 78,36 m   | 78,36 m |
| 7   | Imre Szitás     | Ungheria         | 76,00 m   | 76,40 m   | 76,20 m   | 75,66 m   | 76,10 m   | 77,04 m   | 77,04 m |
| 8   | Ivan Tanev      | Bulgaria         | 75,56 m   | 75,76 m   | x         | 75,28 m   | 75,54 m   | 76,04 m   | 76,04 m |
| 9   | Harri Huhtala   | Finlandia        | 75,26 m   | 75,38 m   | 75,08 m   | /         | /         | /         | 75,38 m |
| 10  | Johann Lindner  | Austria          | 75,36 m   | 75,14 m   | 75,28 m   | /         | /         | /         | 75,36 m |
| 11  | Tore Gustafsson | Svezia           | 74,24 m   | 73,32 m   | x         | /         | /         | /         | 74,24 m |
| 12  | Günther Rodehau | Germania Est     | x         | x         | 72,36 m   | /         | /         | /         | 72,36 m |